# Elimination Chamber (2018)
Cet article concerne l'édition 2018 du pay-per-view WWE Elimination Chamber. Pour toutes les autres éditions, voir WWE Elimination Chamber.
L'édition 2018 d'Elimination Chamber (connu en Allemagne sous le nom de No Escape 2018,) est une manifestation de catch (lutte professionnelle) télédiffusée et visible uniquement en paiement à la séance. L'événement, produit par la World Wrestling Entertainment (WWE), a eu lieu le 25 février 2018 à la T-Mobile Arena à Paradise, dans le Nevada. Il s'agit de la huitième édition dElimination Chamber, pay-per-view annuel exclusif à la division Raw. Les Superstars masculines et féminines des matchs de la chambre d'élimination sont les vedettes de l'affiche officielle.
Six matchs, dont deux mettant en jeu les titres de la fédération, ont été programmés. Chacun d'entre eux est déterminé par des storylines rédigées par les scénaristes de la WWE ; soit par des rivalités survenues avant le pay-per-view, soit par des matchs de qualification en cas de rencontre pour un championnat. L'événement a mis en vedette les catcheurs de la division Raw, créée en 1993.
Le main event de la soirée est un Elimination Chamber match, match où le ring est entouré d'une cage en métal de forme cylindrique et où trois catcheurs commencent le match, alors que quatre autres sont enfermés dans des chambres à l'intérieur de la structure. Toutes les cinq minutes et au son de la cloche, un catcheur est libéré de sa chambre. Le match continue jusqu'à ce que les quatre catcheurs aient été libérés. Roman Reigns remporte le match en éliminant Braun Strowman et gagne une place pour un combat contre le détenteur du championnat Universel, Brock Lesnar, à WrestleMania 34. Un peu plus tôt dans la soirée, Alexa Bliss a défendu son championnat féminin de Raw avec succès dans le tout premier match féminin de la chambre d'élimination contre Bayley, Mandy Rose, Mickie James, Sonya Deville et Sasha Banks. Asuka a battu Nia Jax afin de prolonger sa série d'invincibilité et d'empêcher Nia Jax d'avoir un combat pour le titre à WrestleMania. 'événement a également été marqué par la signature de contrat de Ronda Rousey, ancienne championne des poids coqs de l'UFC invaincue de 2012 à 2015.  Elle a eu une confrontation avec le vice-président exécutif Triple H et la commissionnaire de Raw Stephanie McMahon.
15 126 personnes ont réservé leur place pour assister au spectacle.

## Contexte
Les spectacles de la World Wrestling Entertainment (WWE) sont constitués de matchs aux résultats prédéterminés par les scénaristes de la WWE. Ces rencontres sont justifiées par des storylines – une rivalité entre catcheurs, la plupart du temps – ou par des qualifications survenues dans les shows de la WWE telles que Raw, SmackDown, NXT, 205 Live. Tous les catcheurs possèdent un gimmick, c'est-à-dire qu'ils incarnent un personnage gentil (face) ou méchant (heel), qui évolue au fil des rencontres. Un événement comme Elimination Chamber est donc un événement tournant pour les différentes storylines en cours,.

### Elimination Chamber matchs

#### Masculin
Lors du Royal Rumble 2018, Shinsuke Nakamura remporte le Royal Rumble match masculin et décide de rester à SmackDown pour défier le champion de la WWE, A.J Styles à WrestleMania 34. Le lendemain, le général manager de Raw, Kurt Angle, annonce la mise en place d'un Elimination Chamber match (match de la chambre d'élimination) pour déterminer qui affrontera Brock Lesnar pour le championnat Universel à WrestleMania. Six matches de qualification sont annoncés. Les trois premiers ont eu lieu le 29 janvier 2018 à Raw. Dans le premier match, Braun Strowman bat Kane dans un Last Man Standing match pour se qualifier ; tous les deux avaient participé au match face à Brock Lesnar pour tenter de gagner le championnat Universel, à la suite de ce match Kane est emmené dans un hôpital à la suite d'une blessure. Dans le deuxième match de qualification, Elias bat Matt Hardy après une distraction de Bray Wyatt sur Matt Hardy. Le dernier match a vu s'affronter John Cena contre Finn Bálor, Cena sort gagnant de cette confrontation. Le 5 février, Roman Reigns bat Bray Wyatt. Dans le deuxième match de qualification, The Miz bat Apollo Crews pour se qualifier. Angle annonce que le semaine suivante, Finn Balor, Apollo Crews, Bray Wyatt, Matt Hardy et Seth Rollins s’affronteront pour une dernière place à Elimination Chamber. Mais lors du match, Finn Bálor et Seth Rollins font le tombé en même temps sur Bray Wyatt, les empêchant de choisir un vainqueur. Après le show, Kurt Angle annonce que les deux catcheurs ont une place pour le match, qui sera, pour la première fois de l'histoire composée de sept catcheurs. C'est le tout premier match de la chambre d'élimination avec sept participants.

#### Féminin
Le 29 janvier à Raw, la commissionnaire du show Stephanie McMahon convainc Asuka, qui a remporté le premier Royal Rumble match féminin la veille au Royal Rumble, d'attendre après le pay-per-view pour choisir la championne à défier à WrestleMania 34. En tant que championne féminine de Raw, Alexa Bliss doit défendre son titre dans le tout premier Elimination Chamber match féminin. Lors de l'édition du 5 février, Kurt Angle annonce les participantes : Alexa Bliss (championne), Bayley, Mandy Rose, Mickie James, Sonya Deville et Sasha Banks. Alexa Bliss interrompra ensuite l'annonce pour signifier l'injustice d'avoir à défendre son titre alors que Brock Lesnar, le champion Universel, n'a pas a participé au match masculin. Cependant, Kurt Angle maintient le match comme il est à la suite de l'appui de la foule.

## Tableau des matchs
| #                                                                          | Match                                                                                               | Stipulation | Durée |
| -------------------------------------------------------------------------- | --------------------------------------------------------------------------------------------------- | --- | ----- |
| 1P                                                                         | The Club (Luke Gallows et Karl Anderson) battent The Miztourage (Curtis Axel et Bo Dallas)          | Tag team match | 08:50 |
| 2                                                                          | Alexa Bliss (c) bat Bayley, Mandy Rose, Mickie James, Sonya Deville et Sasha Banks                  | Women's Elimination Chamber match pour le WWE RAW Women's Championship                                                                           | 29:35 |
| 3                                                                          | The Bar (Cesaro et Sheamus) (c) battent Titus Worldwide (Apollo et Titus O'Neil) (avec Dana Brooke) | Tag team match pour le WWE RAW Tag Team Championship                                                                                             | 10:05 |
| 4                                                                          | Asuka bat Nia Jax                                                                                   | Match simple. Si Nia Jax l'emporte, elle est ajoutée au combat pour le RAW Women's Championship à WrestleMania 34 et sera un Match triple menace | 08:15 |
| 5                                                                          | "Woken" Matt Hardy bat Bray Wyatt                                                                   | Match simple | 09:55 |
| 6                                                                          | Roman Reigns bat Braun Strowman, Elias, John Cena, The Miz, Finn Bálor et Seth Rollins              | 7 Men's Elimination Chamber match pour un match contre Brock Lesnar à WrestleMania 34 pour le WWE Universal Championship                         | 40:15 |
| (c) – désigne le(s) champion(s) défendant son/leurs titre(s) dans le match | | |       |

## Détails des Elimination Chamber matchs

### Elimination Chamber match féminin
| Ordre d'élimination | Catcheuse       | Ordre d'entrée | Éliminé par  | Mouvement d'élimination | Temps |
| ------------------- | --------------- | -------------- | ------------ | ----------------------- | ----- |
| 1                   | Mandy Rose      | 3              | Sasha Banks  | Bank Statement          | 13:50 |
| 2                   | Sonya Deville   | 1              | Mickie James | Lou Thesz Press         | 17:35 |
| 3                   | Mickie James    | 5              | Bayley       | Bayley to Belly         | 18:00 |
| 4                   | Bayley          | 2              | Alexa Bliss  | Rolling Pin             | 25:30 |
| 5                   | Sasha Banks     | 4              | Alexa Bliss  | Top Rope DDT            | 29:35 |
| Vainqueur           | Alexa Bliss (c) | 6              | N/A          | N/A                     | 29:35 |

### Elimination Chamber match masculin
| Ordre d'élimination | Catcheur       | Ordre d'entrée | Éliminé par    | Mouvement d'élimination | Temps |
| ------------------- | -------------- | -------------- | -------------- | ----------------------- | ----- |
| 1                   | The Miz        | 1              | Braun Strowman | Running Powerslam       | 20:20 |
| 2                   | Elias          | 7              | Braun Strowman | Powerslam               | 25:55 |
| 3                   | John Cena      | 4              | Braun Strowman | Powerslam               | 26:25 |
| 4                   | Finn Bálor     | 3              | Braun Strowman | Powerslam               | 31:03 |
| 5                   | Seth Rollins   | 2              | Braun Strowman | Powerslam               | 36:40 |
| 6                   | Braun Strowman | 6              | Roman Reigns   | Spear                   | 40:15 |
| Vainqueur           | Roman Reigns   | 5              | N/A            | N/A                     | 40:15 |